# 岩手県を舞台とした作品一覧
岩手県を舞台とした作品一覧（いわてけんをぶたいとしたさくひんいちらん）では、岩手県内をモチーフ、ロケーション撮影地とした文芸・ドラマ・映画・漫画・アニメーション作品などについて記述する。

## 文芸作品（小説・古典・童話・紀行・歌集）
- 蒼き蝦夷の血（今東光）
- 青ノ果テ -花巻農芸高校地学部の夏-（伊与原新）
- あこがれ（石川啄木）
- イーハトーブ探偵（鏑木蓮）
- イーハトーブの幽霊（内田康夫）
- 愛しの座敷わらし（荻原浩）
- いぬかみっ（有沢まみず）
- 祈りの照明（森村誠一）
- 恨みの陸中リアス線（西村京太郎）
- 影裏（沼田真佑）
- SL銀河よ飛べ!!（西村京太郎）
- 奥州後三年記
- 奥州平泉殺人事件（大谷羊太郎）
- 奥州藤原四代（童門冬二）
- 奥の細道（松尾芭蕉）
- 奥の細道不連続殺人ライン（深谷忠記）
- 鬼死骸村の殺人（吉村達也）
- 街道をゆく3 陸奥の道（司馬遼太郎）
- 火怨（高橋克彦）
- 風の陣（高橋克彦）
- かたづの!（中島京子）
- カムパネルラ（山田正紀）
- カンナ 奥州の覇者（高田崇史）
- 義経記
- 北の旅 殺意の雫石（津村秀介）
- 北への逃亡者（西村京太郎）
- 北上川殺人夜曲（梓林太郎）
- 北リアス海岸殺人事件（草野唯雄）
- 北リアス線の天使（西村京太郎）
- QED 河童伝説（高田崇史）
- 球形の季節（恩田陸）
- 吉里吉里人（井上ひさし）
- 霧の塔の殺人（大村友貴美）
- 銀河鉄道の父（門井慶喜）
- 金田一温泉殺人事件（吉村達也）
- 国萌える 小説原敬（平谷美樹）
- 首軌村の殺人（大村友貴美）
- 殺意の雨宿り（笹沢佐保）
- 三陸鉄道死神が宿る（辻真先）
- 雫石みちのく呪殺行（生田直親）
- 死墓島の殺人（大村友貴美）
- 浄土ヶ浜殺人事件（大谷羊太郎）
- セブンズ（五十嵐貴久）
- 遭難渓流（太田蘭三）
- タマラセ（六塚光）
- 力太郎
- 津軽・陸中殺人ルート（西村京太郎）
- 天を衝く（高橋克彦）
- ドールズ（高橋克彦）
- 東京 盛岡双影殺人（山村正夫）
- 遠巷説百物語（京極夏彦）
- 遠野・京都橋姫鬼女伝説の旅殺人事件（和久峻三）
- 遠野殺人事件（内田康夫）
- 遠野陶芸の里殺人事件（中津文彦）
- 遠野物語（柳田国男）
- 遠野物語殺人記行（中津文彦）
- 遠野ワンダーランド転校生（宗田理）
- 十津川警部三陸鉄道北への愛傷歌（西村京太郎）
- 十津川捜査班の「決断」（西村京太郎）
- 南部は沈まず（近衛龍春）
- 日本百名山（深田久弥）
- 日本百名峠（井出孫六）
- 白銀ジャック（東野圭吾）
- 白骨の語り部（鯨統一郎）
- 花の百名山（田中澄江）
- 光降る丘（熊谷達也）
- 百万塔伝説殺人事件（木谷恭介）
- 平泉早池峰殺人蛍（梓林太郎）
- 武神 八幡太郎義家（桜田晋也）
- 冬を待つ城（安部龍太郎）
- ペットシッターちいさなあしあと（髙森美由紀）
- ぼくらがつくった学校（ささきあり）
- 炎立つ（高橋克彦）
- 街の未来をこの手で作る 紫波町オガールプロジェクト（猪谷千香）
- 岬のマヨイガ（柏葉幸子）
- みちのく志戸前川殺人事件（久和勝美）
- 壬生義士伝（浅田次郎）
- 源義経（ 村上元三）
- 無医村に花は微笑む（将基面接）
- 武蔵坊弁慶（富田常雄）
- 陸奥甲冑記（澤田ふじ子）
- 陸奥話記
- 盛岡発「やまびこ」4号殺人事件（峰隆一郎）
- 八幡太郎義家（谷恒生）
- 八幡太郎義家 武士の時代を切り開いた名将（小川由秋）
- ヤマユリワラシ（澤見彰）
- ユタと不思議な仲間たち（三浦哲郎）
- 義経（司馬遼太郎）
- 義経はここにいる（井沢元彦）
- 陸中海岸殺意の旅（西村京太郎）
- 私を愛してください（西村京太郎）

宮沢賢治
- 『イーハトヴ童話 注文の多い料理店』収録作
  - 『どんぐりと山猫』
  - 『狼森と笊森、盗森（おいのもりとざるもり、ぬすともり）』
  - 『注文の多い料理店』
  - 『烏の北斗七星』
  - 『水仙月の四日』
  - 『月夜のでんしんばしら』
  - 『鹿踊りのはじまり』
- 「イーハトーブ」が舞台の作品
  - グスコーブドリの伝記
  - ポラーノの広場
- その他
  - ざしき童子のはなし
  - さるのこしかけ
  - シグナルとシグナレス
  - なめとこ山の熊
  - 楢ノ木大学士の野宿
  - 雪渡り

## テレビドラマ
- あの人は帰ってこなかった
- あまちゃん
- イーハトーブの幽霊
- 鬼ユリ校長、走る!
- 火怨 北の英雄 アテルイ伝
- 恋の三陸 列車コンで行こう!
- さすらい刑事旅情編
  - Ⅱ第2話「東北新幹線やまびこ・奥の細道殺意の旅」
  - Ⅳ3話「みちのく三陸海岸死の結婚記念旅行」
- どんど晴れ
- 夏の故郷
- 監察医 朝顔
- 逃げる女
- ねぎぼうずの唄
- 白銀ジャック
- 炎立つ
- 源義経 (1990年のテレビドラマ)
- 源義経 (1991年のテレビドラマ)
- 無医村に花は微笑む
- 武蔵坊弁慶
- 友情〜平尾誠二と山中伸弥「最後の一年」〜
- 義経

### 特撮
- ウルトラマンコスモス第18話「二人山伝説」
- 鉄神ガンライザー

## 映画
- 愛と死
- 浅田家!
- アテルイ
- あの夏、タイムマシーンにのって
- あふれる熱い涙
- 遺体 明日への十日間
- 伊藤の話
- 影裏
- 大いなる旅路
- 終わった人
- 風の電話
- 河童のクゥと夏休み
- 北上川の初恋
- 九十九本目の生娘
- きょうを守る
- 銀河鉄道の父
- 銀河鉄道の夜
- グスコーブドリの伝記
- 子育てごっこ
- こつなぎ 山を巡る百年物語
- しあわせカモン
- 情熱の詩人啄木
- 大怪獣バラン
- 釣りバカ日誌6
- 遠野物語
- トラック野郎 一番星北へ帰る
- 花くれないに
- 同胞
- （ハル）
- 分校日記 イーハトーブの赤い屋根
- HOME 愛しの座敷わらし
- 星に語りて
- 待合室
- 岬のマヨイガ
- 壬生義士伝
- 宮沢賢治 その愛
- 息子
- 山懐に抱かれて
- よだかのほし
- リトル・フォレスト（五十嵐大介）
- 若き日の啄木　雲は天才である
- わが心の銀河鉄道 宮沢賢治物語
- われ泣きぬれて
- すずめの戸締まり(すずめの実家、最後の駅)

## 漫画
- 阿弖流為II世
- いぬかみっ
- うしおととら（藤田和日朗）
- 彼女とカメラと彼女の季節
- コミックいわて
- ゴルゴ13「穀物戦争 蝙蝠の斧」「穀物戦争蝙蝠の斧 汚れた金」（さいとうたかを）
- さんてつ
- とりぱん
- はまぎく（佐香厚子）
- ハヤチネ!
- ふしぎ遊戯 玄武開伝
- プチッコホーム（佐藤智一）
- 魔法遣いに大切なこと - Someday's dreamers
- 宮沢賢治の食卓
- 六三四の剣（村上もとか）
- リトル・フォレスト
- ロン先生の虫眼鏡

## テレビアニメ
- イーハトーブ幻想〜KENjIの春
- いぬかみっ
- うしおととら
- ふしぎ遊戯
- 魔法遣いに大切なこと - Someday's dreamers
- 六三四の剣

## 音楽
- 雨ニモマケズ
- イーハトーヴ交響曲
- イーハトーブの風
- 岩手県民の歌
- かじぇに会いたい
- 北上夜曲
- 北山崎
- 三陸 大船渡
- どんと来い！岩手！
- みちのく、平泉
- 緑の街に舞い降りて
- 港町ブルース
- Morioka-
- 盛岡ブルース

## ラジオドラマ
- おかえり（NHK-FM FMシアター）
- 鐘の鳴る丘（KHKラジオ）
- カムパネルラ（NHK-FM 青春アドベンチャー）
- ディス・イズ・ザ・デイ(NHK-FM青春アドベンチャー）
- 葉月の扉（NHK-FM FMシアター）
- 雪姫 遠野おしら様迷宮（NHK-FM FMシアター）

## 舞台・演劇作品
- アテルイ
- アテルイ - ATERUI
- アテルイ 北の耀星

## ゲーム
- アノニマス（ゲーム）
- イーハトーヴォ物語